# Andrea Costa
Andrea Antonio Baldassarre Costa (Imola, 29 novembre 1851 – Imola, 19 gennaio 1910) è stato un politico italiano, tra i fondatori del socialismo in Italia, primo deputato socialista della storia d'Italia.

## Biografia

### Vita personale

Andrea Costa da giovane, a circa 24 anni (1875 c.a)

Figlio di Pietro Casadio e di Rosa Tozzi, Andrea nacque nel Palazzo Orsini di Imola, dove il padre svolgeva l'incarico di uomo di fiducia del ricco produttore e mercante di canapa Orso Orsini, amico intimo di Papa Pio IX, nonché zio e tutore di Felice Orsini.
Dopo gli studi superiori si iscrisse all'Università di Bologna - Facoltà di Lettere - come semplice uditore, in quanto privo delle risorse economiche necessarie per l'iscrizione quale studente ordinario; poté comunque assistere alle lezioni di Giosuè Carducci e conoscere, fra gli altri, Giovanni Pascoli.

Anna Kuliscioff da giovane

Di idee dapprima anarchiche, si avvicinò al socialismo anche grazie ad Anna Kuliscioff, che fu sua compagna per alcuni anni.
Nel 1877 Costa conobbe Anna in Svizzera e assieme a lei si trasferì a Parigi. Da qui vennero arrestati e poi espulsi nel 1878 e i due si recarono quindi in Italia. Dopo pochi mesi, però, Anna venne processata a Firenze con l'accusa di cospirare con gli anarchici per sovvertire l'ordine costituito.
Si trasferirono così nuovamente in Svizzera, che lasciarono nel 1880 per rientrare clandestinamente in Italia, dove però ancora una volta vennero arrestati a Milano. Dopo l'ennesima breve permanenza in territorio elvetico, Anna raggiunse Costa a Imola, dove nel 1881 diede alla luce la loro figlia Andreina. Poco tempo dopo la relazione tra i due terminò e Anna, portando con sé la figlia Andreina, tornò in Svizzera, dove si iscrisse alla Facoltà di medicina.

### Il periodo anarchico
Fu tra i promotori della Conferenza di Rimini (1872) che fondò la Federazione italiana dell'Associazione internazionale dei lavoratori.
Nei primi giorni di settembre 1872 partecipò, all'Aja, al Congresso dell'Internazionale; nello stesso mese, il 15-16, prese parte al Congresso Internazionale di Saint-Imier nel quale venne fondata l'Internazionale anarchica di Bakunin, alla quale aderì.
Il 5 agosto 1874 fu arrestato, pochi giorni prima di un progettato piano insurrezionale. Dopo quasi due anni di carcerazione venne processato e assolto nel giugno del 1876 .

### La "Lettera agli amici di Romagna"
Nel 1879 Costa, uscito dall'ennesima carcerazione, si trasferì con la Kuliscioff di nuovo in Svizzera, a Lugano.
Qui, probabilmente influenzato dalle discussioni politiche con la sua compagna, scrisse la lettera intitolata Ai miei amici di Romagna, in cui indicava la necessità di una svolta tattica del socialismo, che doveva passare dalla «propaganda per mezzo dei fatti» a un lavoro di diffusione di principii, che non avrebbe presentato risultati immediati, ma avrebbe ripagato sul medio periodo.
Ecco il testo di questo importante documento politico:
Miei cari amici! Noi ci troviamo, parmi, alla vigilia di un rinnovamento. Noi sentiamo tutti o quasi tutti che ciò che abbiam fatto fino ad ora non basta più a soddisfare né la nostra attività, né quel bisogno di movimento senza cui un partito non esiste: noi sentiamo insomma che dobbiamo rinnovarci o che i frutti del lavoro che abbiam fatto fin qui saran raccolti da altri. Io sono ben lungi dal negare il passato. Ciò che facemmo ebbe la sua ragion d'essere; ma se noi non ci svolgessimo, se non offrissimo maggior spazio alla nostra attività, se non tenessimo conto delle lezioni che l'esperienza di sette od otto anni ci ha date, noi ci fossilizzeremmo: noi potremmo fare oggi a noi stessi le medesime accuse che facevamo ai Mazziniani nel '71 e nel '72. Quando non si va avanti, si va necessariamente indietro: io credo che noi vogliamo tutti andare avanti.
Noi facemmo quello che dovevamo fare. Trovandoci da un lato tra un idealismo stantìo (il Mazzinianesimo) che senza tener conto dei postulati della scienza metteva la ragion d'essere dei diritti e della nobiltà dell'uomo non nell'uomo stesso, ma al di fuori di lui -in Dio-; trovandoci dall'altro tra un partito d'azione generoso, ma cieco e senza idee determinate, vagante dalle elevate concezioni della democrazia alla dittatura militare, (dei partiti governativi e del clericale non parlo perché sono fuori di discussione), noi rivelammo energicamente e affermammo la forza viva del secolo - la classe operaia; ma senza racchiudervi in uno stretto cerchio di casta, voi accettaste il concorso fraterno di quella piccola parte della borghesia, di quei giovani soprattutto, che, i privilegi della loro classe, essendo loro odiosi, si mescolarono fra di voi, e vi sostennero coi mezzi medesimi che la borghesia loro aveva dati, aprendo ad essi l'adito alla scienza. 
Nel tempo stesso che noi affermavamo l'emancipazione dei lavoratori (cioè coloro che producono cose utili), noi sollevammo e agitammo tutte le questioni che vi si riferiscono: proprietà, famiglia, stato, religione, dando ad esse una soluzione in armonia con la scienza e con la rivoluzione. Oltre a ciò noi non negammo le tradizioni rivoluzionarie del popolo italiano e soprattutto quel principio che inspirava fin dal '57 i nostri eroici precursori della spedizione di Sapri, la propagazione delle idee per mezzo dei fatti. Donde, il lavoro che facemmo contemporaneamente: lavoro di svolgimento intellettuale e morale per mezzo delle conferenze, dei giornali, dei congressi e tentativi rivoluzionarii per abituare il popolo alla resistenza e propagare colla evidenza dei fatti le idee e ove fosse possibile attuarle.
Ma i tentativi di rivoluzione falliti avendoci privati per anni interi della libertà, o avendoci condannati all'esilio, noi ci disavvezzammo disgraziatamente dalle lotte quotidiane e dalla pratica della vita reale: noi ci racchiudemmo troppo in noi stessi e ci preoccupammo assai più della logica delle nostre idee e della composizione di un programma rivoluzionario che ci sforzammo di attuare senza indugio, anziché dello studio delle condizioni economiche e morali del popolo e de' suoi bisogni sentiti e immediati. Noi trascurammo così fatalmente molte manifestazioni della vita, noi non ci mescolammo abbastanza al popolo e quando, spinti da un impulso generoso, noi abbiamo tentato d'innalzare la bandiera della rivolta, il popolo non ci ha capiti, e ci ha lasciati soli.
Che le lezioni dell'esperienza ci approfittino. Compiamo ora ciò che rimase interrotto. Rituffiamoci nel popolo e ritempriamo in esso le forze nostre...
Noi dobbiamo fare assai più di quel che facemmo sino ad ora; ma in sostanza dobbiamo restare quel che fummo: un partito di azione. [...]
Ma essere un partito d'azione non significa voler l'azione ad ogni costo e ad ogni momento. La rivoluzione è una cosa seria. [...] Un partito deve comporsi di elementi diversi che si compiano a vicenda. Ed un partito come il nostro che si propone di affrettare la trasformazione inevitabile delle condizioni sociali e dell'uomo -che s'inspira alla scienza- che non vede limiti al suo svolgimento - che non si occupa solo degli interessi economici del popolo, ma vuole soddisfatte tutte le sue facoltà intellettuali e morali, oltre al proletariato -uomini e donne- deve necessariamente comporsi della gioventù, dei pensatori e delle donne della borghesia a cui l'attuale stato di cose riesce odioso e che desiderano maggiore giustizia nei rapporti sociali: esso deve infondere nell'uomo uno spirito nuovo e -per quanto lo permettono le tristi condizioni sociali in cui viviamo e la cattiva educazione che abbiamo tutti ricevuta- dare a' suoi membri quella forza e quella vita morale che li renderà un esempio vivente di vita nuova.
Non pensiamo che basti gettare al popolo il grido del «Pane!» per sollevarlo. Il popolo è di natura sua idealista (il Lazzaretti ce l'ha provato) e non si solleverà se non quando le idee socialistiche abbiano per lui il prestigio e la forza di attrazione che ebbe un tempo la fede religiosa.
Ma verrà tempo di occuparci come conviene anche delle questioni morali. Ora ne abbiamo altre che ci stringono più da vicino.
La rivoluzione è inevitabile; ma l'esperienza ci ha, credo, dimostrato che non è affare né di un giorno né di un anno. Perciò, aspettando e provocando il suo avvenimento fatale, cerchiamo quale è il programma generale intorno a cui si raccolgono tutte le forze vive e progressive della generazione nostra. Questo programma è, secondo me: il Collettivismo come mezzo, l'Anarchia come fine - programma d'oggi, che fu il nostro programma d'ieri. Intorno al Collettivismo si raccolgono oggi non solamente gli operai italiani che si occupano della loro emancipazione, ma la maggioranza degli operai francesi, belgi, spagnuoli, tedeschi, danesi e gran parte dei nichilisti russi. Non solo, ma il suo avvenimento inevitabile è così evidente, che dei pensatori usciti dalla borghesia, degli economisti, dei professori all'università di ogni nazione lo accettano a fondamento inevitabile del riordinamento sociale.
L'accomunamento della terra e degli strumenti da lavoro avrà per conseguenza necessaria l'accomunamento dei prodotti del lavoro; e quando questo accomunamento abbia luogo, ogni legge che regoli i rapporti fra gli uomini deve necessariamente sparire giacché e l'abbondanza della produzione e la nuova educazione, che le nuove condizioni sociali e la pratica della solidarietà umana daranno all'uomo, le renderanno inutili. Allora potrà attuarsi quel comunismo anarchico che oggi apparisce come il più perfetto ordinamento sociale. Ma per noi non si tratta solamente di proporre un ideale lontano che fra qualche anno forse potrà sparire offuscato da un ideale ancor più luminoso. Per noi si tratta di sceglierci un programma immediatamente attuabile, e questo crediamo di trovarlo nel collettivismo considerato come fondamento economico della società e nella federazione dei comuni autonomi considerata come organamento politico. Giacché la rivoluzione si compirà e non potrà compiersi che in condizioni economiche e morali relativamente all'avvenire assai tristi e non attuerà immediatamente, se non ciò che la maggioranza avrà dentro. Onde la necessità di un ordinamento interno. Quanto tempo questo abbia a durare, non so; ma esso si trasformerà ogni qualvolta ne sarà sentito il bisogno e si andranno man mano scoprendo le leggi dei rapporti sociali, giacché i fenomeni sociali come i naturali avvengono secondo leggi determinate, che non s'inventano né si decretano ma si scoprono; e l'uomo naturalmente -senza violenza alcuna- vi si uniformerà come si uniforma oggi alle leggi della gravitazione.
Il programma largo ed umano che mi sforzai di tracciarvi è oggi sostenuto dalla maggior parte de' socialisti; ed io spero che sarà accettato da tutti coloro che non vogliono chiudersi la via ad un'azione efficace sul loro secolo e sul loro paese. Or mi resterebbe a dirvi quali mezzi pratici io penso che si debbano mettere in opera per farci sempre più largo tra il popolo, quale condotta dobbiamo tenere, sia verso il governo, sia verso gli altri partiti politici e quale importanza daremo alle riforme politiche, nella speranza delle quali si culla oggi gran parte del popolo italiano; ma la mia lettera è già troppo lunga; ed io spero che tali questioni le risolveremo insieme in un Congresso che si terrà quando che sia. Per ora, secondo me, la cosa più importante da farsi è quella di ricostituire il Partito socialista rivoluzionario italiano, che continuerà l'opera incominciata dall'Internazionale e che, federandosi o prima o poi coi partiti simili esistenti negli altri paesi, ristabilirà su basi solide la Internazionale, ora dappertutto in isfacelo. L'Internazionale -come esistè fino ad ora- rappresentò un momento storico della vita delle plebi; ma non potrebbe rappresentare tutta la loro vita: noi non abbandoneremo per altro il nome dell'Internazionale; ma vogliamo che non sia un semplice spauracchio, si bene che si fondi sull'organamento solido de' partiti socialistici esistenti ne' paesi diversi.
Questo, amici miei, è quanto doveva dirvi. Come vedete, non si tratta di rigettare il nostro passato, di cui, nonostante le sventure e i molti disinganni sofferti, possiamo per sempre andar fieri: né di cessar di essere quel che fummo; si tratta solamente di far di più e di far meglio. L'Internazionale ha fatto molto in Italia. Pensate a quel che eravamo sette od otto anni fa e a qual punto siamo ora, e vedrete. [...] 
Coraggio adunque ! Pensate quanti tentativi falliti prima che l'indipendenza d'Italia si compisse; e non isgomentiamoci se fino ad ora non ottenemmo tutto quello che avremmo voluto. Prepariamoci ad ottenere maggiormente. Grande compito è il nostro, o amici; e il momento di attendervi è propizio. Il movimento di pacificazione fra le diverse fazioni di socialisti, incominciato al Congresso di Gand, si va operando, grazie soprattutto alle persecuzioni internazionali dei governi. 
I vari partiti socialistici desistono dalle loro pretensioni assolute e, in luogo di cercare la divisione, si cerca dappertutto il contatto fraterno perché si sente che s'avvicina un tempo in cui dovremo disporre di tutte le forze nostre. Gli uomini, conosciutisi meglio, cominciano a stimarsi; e, se non vanno compiutamente d'accordo, non ricomincieranno giammai le polemiche dolorose degli anni passati. Le idee e il sentimento umano che si svolge ogni giorno più in noi ci animano alla lotta.
All'opera dunque! All'opera! [...]
Il vostro Andrea Costa»
La lettera fu pubblicata nel n. 30 del 3 agosto 1879 de La Plebe, organo della "Federazione Alta Italia dell'Associazione Internazionale dei Lavoratori", fondata nel 1876 da Enrico Bignami e da Osvaldo Gnocchi Viani.
La presa di posizione di Costa determinò nel movimento socialista italiano una prima separazione dei socialisti dagli anarchici, che fu definitivamente sancita nel 1892 a Genova al Congresso di fondazione del Partito dei Lavoratori Italiani (che poi divenne il Partito Socialista Italiano).

### Il Partito Socialista Rivoluzionario di Romagna

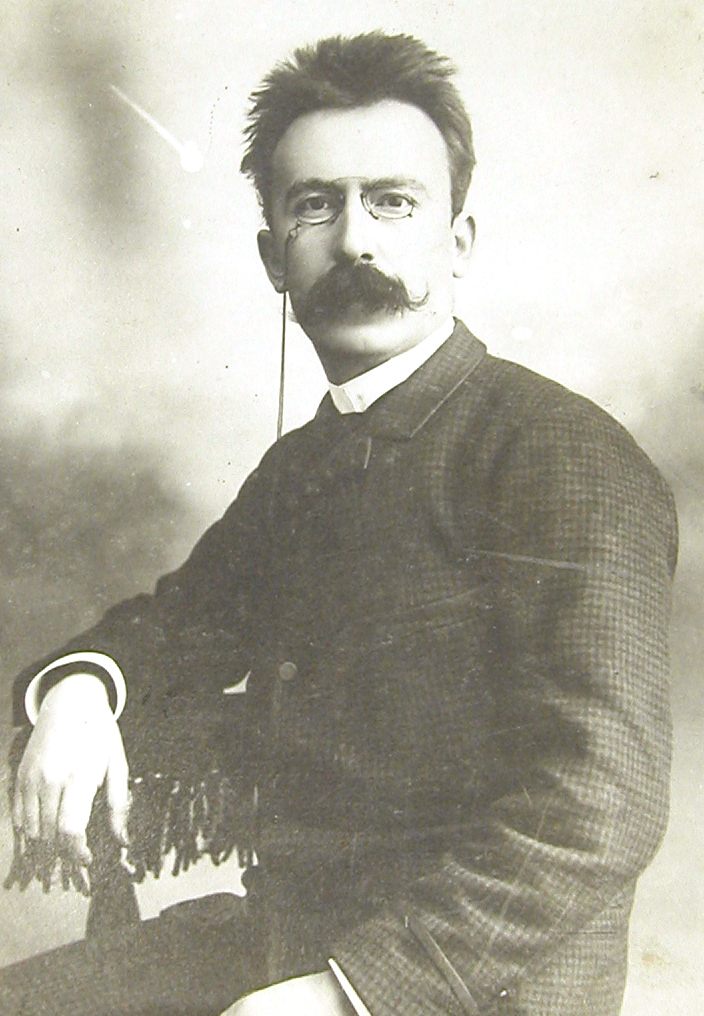
Andrea Costa, a circa 29 anni (1880 c.a)

Nell'agosto 1881 Andrea Costa fondò a Rimini il «Partito Socialista Rivoluzionario di Romagna», che successivamente fu ribattezzato «Partito Socialista Rivoluzionario Italiano».
Costa, alleato e contemporaneamente critico nei confronti del Partito Operaio Italiano di Giuseppe Croce e Costantino Lazzari e della Lega Socialista Milanese di Filippo Turati, partecipò nel 1892 al I Congresso socialista di Genova, del quale fu eletto presidente, in cui la gran parte delle forze socialiste si unificò nel «Partito dei Lavoratori Italiani».
Inizialmente Costa mantenne autonomo il suo movimento, ma poi, a seguito della sconfitta del suo Partito Socialista Rivoluzionario Italiano alle elezioni del novembre 1892, confluì l'anno seguente nel Partito Socialista dei Lavoratori Italiani (PSLI), che, nel Congresso di Parma del 1895, mutò definitivamente il suo nome in Partito Socialista Italiano.

### Attività giornalistica
Costa collaborò a periodici e riviste di carattere politico, tra cui Fascio operaio, La plebe, Il martello. Il primo maggio del 1880 fondò con i socialisti de La plebe la Rivista internazionale del socialismo, la cui pubblicazione fu interrotta dopo pochi mesi; nell'aprile del 1881 fondò ad Imola il settimanale socialista Avanti!..., la cui redazione venne trasferita a Roma nel 1884. Fu anche corrispondente per Il Messaggero.

### Andrea Costa, il primo deputato socialista d'Italia
Nel 1882 Costa fu candidato alla Camera dal suo partito, in alleanza con il Partito Operaio Italiano, nei collegi di Imola e di Ravenna. Fu eletto in quest'ultima città, diventando così il primo deputato di idee socialiste nel parlamento italiano. Dopo quella prima elezione, venne sempre riconfermato, a partire dal 1895 nelle file del Partito Socialista Italiano, fino alla sua morte nel 1910.
Nell'agosto 1883, per coordinare l'opposizione delle sinistre, fondò il "Fascio della democrazia" insieme ai deputati Giovanni Bovio e Felice Cavallotti.
Iniziato in massoneria il 25 settembre 1883 nella Loggia Rienzi di Roma, ricoprì la carica di Grande Maestro Aggiunto del Grande Oriente d'Italia e il primo novembre 1890 diventò membro effettivo del Consiglio dell'Ordine, raggiunse il 32º grado del Rito scozzese antico e accettato.
Nel febbraio del 1887, nel corso del vivace dibattito parlamentare seguito al massacro di Dogali, coniò la parola d'ordine «né un uomo né un soldo» per l'impresa africana.

Comizio di Andrea Costa nel 1890

Il 5 aprile 1889 il Tribunale di Roma lo condannò a tre anni di reclusione per "ribellione alla forza pubblica", a seguito dei disordini scoppiati durante una manifestazione in memoria di Guglielmo Oberdan. 

Andrea Costa, Bagliori di Socialismo - Ricordi Storici, opuscolo pubblicato nel 1900

Nel marzo 1890 fu nuovamente condannato per "ribellione", avendo partecipato a Roma alle agitazioni degli operai edili.
Nel 1898 fu coinvolto nei moti di Milano, repressi a cannonate dal generale Bava Beccaris; arrestato con altri esponenti socialisti, la Camera dei deputati negò l'autorizzazione a procedere e venne liberato.
A Imola fu presidente della Congregazione di carità.
Dal 1908 al 1910 fu vicepresidente della Camera dei deputati.
Morì ad Imola, il 19 gennaio 1910, secondo alcune testimonianze dopo aver ricevuto la confessione sacramentale da monsignor Goffredo Zaccherini.

### Andrea Costa e il Mezzogiorno d'Italia
Costa come nessun altro nel suo tempo viaggiò in lungo e in largo per il Paese, come nessun altro ebbe continui e diretti rapporti non solo con gran parte dei dirigenti del movimento democratico e popolare, ma anche con le realtà di base, con il territorio. Probabilmente si è dato per scontato che il suo impegno fosse ristretto alle aree del Centro-Nord, ma le carte conservate nel "Fondo Costa" della Biblioteca Comunale di Imola dimostrano che egli ebbe, consolidò e mantenne nel tempo un rapporto non occasionale, bensì prolungato negli anni con persone e realtà del Sud dell'Italia.

### Monumenti e iniziative celebrative

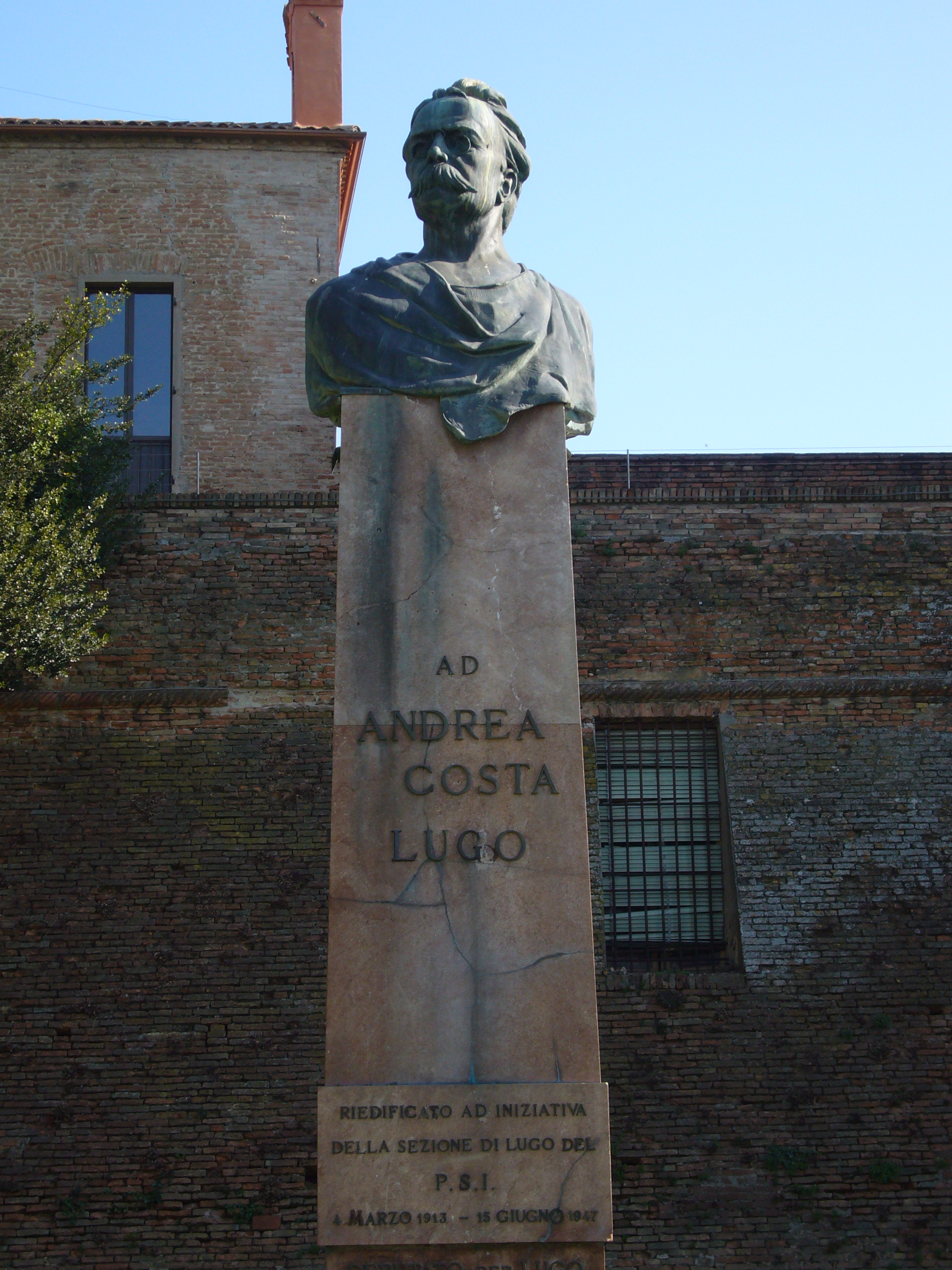
Monumento commemorativo di Andrea Costa a Lugo

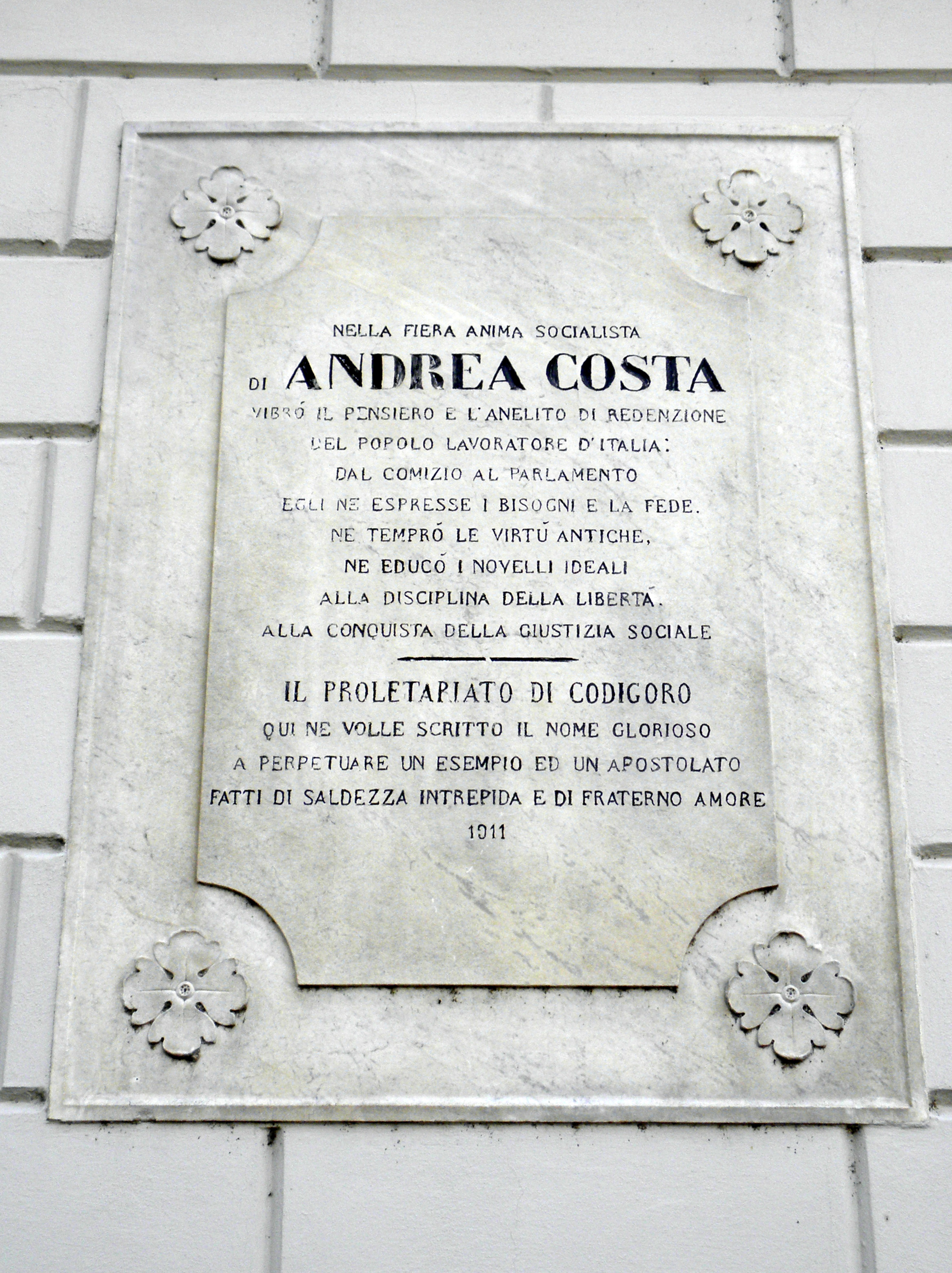
Lapide commemorativa di Andrea Costa a Codigoro

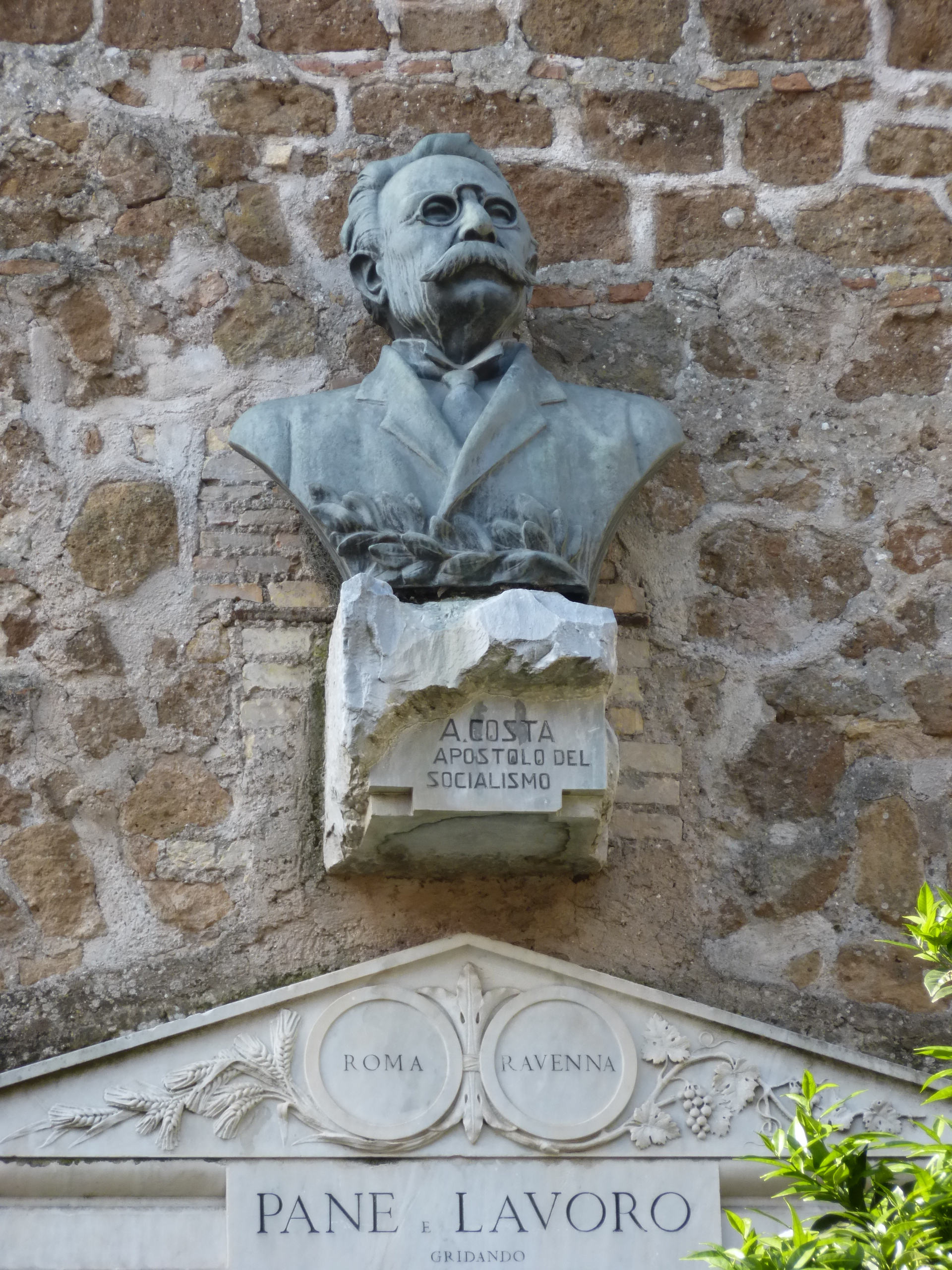
Ostia antica, borgo "Pane e lavoro", memoria della colonia cooperativa. Busto di Andrea Costa

Andrea Costa è sepolto nel Cimitero del Piratello ad Imola.
Sulla sua tomba è posta una grande lapide, sulla quale è incisa l'epigrafe dettata dall'amico Giovanni Pascoli per la sua morte:
(Giovanni Pascoli)
Una lapide ricorda la sua casa natale in via Appia ad Imola.
A Costa sono intitolate vie e piazze in molti Comuni italiani, il suo nome venne dato a due logge del Grande Oriente d'Italia che si costituirono dopo la sua morte: una a Bologna e una a San Paolo del Brasile.
Gli è intitolata anche la principale squadra di pallacanestro della città di Imola, l'Andrea Costa Imola Basket, militante nel campionato di Legadue.

## Carte personali
31 lettere scritte da Andrea Costa ad Anna Kuliscioff sono depositate presso l'Archivio storico del Comune di Imola.
La Biblioteca comunale di Imola conserva una serie di opuscoli donati da Costa a partire dal 1891. Nel 1909 Andrea Costa affidò i suoi libri e le sue carte all'amico e compagno socialista Nullo Baldini con l'indicazione di donare i libri alla Biblioteca comunale. In merito ai documenti Costa scriveva: «Credo siano carte inutili, distruggile». Baldini, su consiglio di Leonida Bissolati, direttore dell'"Avanti!", consegnò libri e carte all'imolese Romeo Galli, direttore della biblioteca comunale, al quale era unito da una lunga amicizia e da una solida fede politica. Negli anni successivi la biblioteca acquisì altre carte dono di amici e compagni politici di Costa: Angelo Negri, Ugo Tamburini, Alfredo Xella, Anselmo Marabini.
Il fondo librario di Andrea Costa comprende oltre 1400 titoli tra libri e opuscoli, fra i quali prevalgono testi di filosofia, politica, economia politica e sociologia. Sono inoltre presenti documenti che testimoniano l'attività di partito, gli atti dei congressi e i rendiconti del Partito socialista italiano, oltre ad almanacchi socialisti e popolari. Si trovano numerosi volumi di letteratura italiana e straniera anche in lingua originale. Presenti le pubblicazioni di Andrea Costa, e quasi tutti i discorsi da lui tenuti alla Camera dei deputati.

Comizio di Sandro Pertini nel 1948 a Imola con l'immagine di Andrea Costa

Presso la Fondazione Giangiacomo Feltrinelli di Milano è conservato il fondo Andrea Costa che conserva corrispondenza ricevuta e inviata da Andrea Costa, scritti del parlamentare socialista e altri documenti.